# Секаш (Арад)
Секаш (рум. Secaș) — село у повіті Арад в Румунії. Входить до складу комуни Бразій.
Село розташоване на відстані 357 км на північний захід від Бухареста, 76 км на схід від Арада, 116 км на південний захід від Клуж-Напоки, 98 км на північний схід від Тімішоари.

## Населення
За даними перепису населення 2002 року у селі проживали 514 осіб. Усі жителі села рідною мовою назвали румунську.
Національний склад населення села:
| Національність | Кількість осіб | Відсоток |
| -------------- | -------------- | -------- |
| румуни         | 504            | 98,1%    |
| цигани         | 10             | 1,9%     |